# 近实心茶竿竹
近实心茶竿竹（学名：Pseudosasa subsolida）为禾本科茶秆竹属下的一个种。